# Libertatea (Serbia)
Libertatea – tygodnik wydawany w Pančevie w języku rumuńskim od 1945 roku. Stanowi główny organ prasowy mniejszości rumuńskiej w Serbii.